# Kanton Longuyon
Kanton Longuyon (fr. Canton de Longuyon) byl francouzský kanton v departementu Meurthe-et-Moselle v regionu Lotrinsko. Tvořilo ho 23 obcí. Zrušen byl po reformě kantonů 2014.

## Obce kantonu
- Allondrelle-la-Malmaison
- Beuveille
- Charency-Vezin
- Colmey
- Cons-la-Grandville
- Doncourt-lès-Longuyon
- Épiez-sur-Chiers
- Fresnois-la-Montagne
- Grand-Failly
- Han-devant-Pierrepont
- Longuyon
- Montigny-sur-Chiers
- Othe
- Petit-Failly
- Pierrepont
- Saint-Jean-lès-Longuyon
- Saint-Pancré
- Tellancourt
- Ugny
- Villers-la-Chèvre
- Villers-le-Rond
- Villette
- Viviers-sur-Chiers